# Jarosław Rabenda
Jarosław Grzegorz Rabenda (ur. 14 kwietnia 1965 w Sulechowie) – polski aktor teatralny, filmowy i kabaretowy, reżyser, lektor, prozaik.

## Życiorys

### Edukacja
W 1990 r. ukończył studia na wydziale aktorskim Państwowej Wyższej Szkoły Filmowej, Telewizyjnej i Teatralnej w Łodzi.

### Kariera aktorska
Występował na scenach teatralnych Łodzi, Radomia i Warszawy. Od 1990 r. związany jest z Teatrem Powszechnym im. Jana Kochanowskiego w Radomiu. Grał role epizodyczne w filmach i serialach telewizyjnych, m.in. w Pograniczu w ogniu, Kanclerzu, Gwieździe Piołun, Przedwiośniu oraz w Plebanii.
Był członkiem Kabaretu im. Romana. Współtwórca Kabaretu Definitywny Odlot Bocianów.
Dla Biblioteki Akustycznej oraz Audioteki.pl nagrał kilkanaście audiobooków.

### Kariera organizatora kultury, dziennikarza i reżysera
W latach 1993–1997 był dyrektorem Klubu Środowisk Twórczych „Łaźnia” w Radomiu, gdzie powołał do życia m.in. „Teatr z Potrzeby” oraz zainaugurował coroczny Ogólnopolski Turniej Śpiewających Poezję „Łaźnia”. W tym samym czasie współpracował z radomskim Radiem Rekord, gdzie w latach 2001–2004 pełnił funkcję prezesa zarządu i dyrektora programowego.
Jednocześnie publikował felietony na łamach tygodnika „Radomiak” i „Dziennika Radomskiego”. W latach 1998–1999 pełnił funkcję wicedyrektora Ośrodka Kultury i Sztuki „Resursa Obywatelska” w Radomiu, gdzie założył „Teatr Wzięty” i „Kabaret Cafe Raban”.
W styczniu 2010 zadebiutował jako reżyser Ostatniej nocy Sokratesa Stefana Canewa – Scena Kameralna Teatru Powszechnego w Radomiu.

### Dorobek literacki i dramaturgiczny
Jest autorem powieści:
- Kiedy ślepiec płacze – powieść, Wydawnictwo „Nowy świat” 2015, ISBN 978-83-7386-581-5.
- Testament lubieżnika – powieść, Wydawnictwo Novae Res 2022, ISBN 978-83-8219-722-8.

### Kariera polityczna
W wyborach samorządowych w roku 2014 bezskutecznie kandydował z listy SLD-Lewica Razem do Rady Miejskiej w Radomiu.
W wyborach samorządowych w roku 2018 bezskutecznie kandydował z listy Komitetu Wyborczego Radosława Witkowskiego Koalicji na rzecz zmian do Rady Miejskiej w Radomiu (weszły do niej Koalicja Obywatelska, Sojusz Lewicy Demokratycznej oraz Partia Zieloni). 11 grudnia 2018 roku został zaprzysiężony na radnego VIII kadencji po rezygnacji z mandatu przez Mateusza Tyczyńskiego.

## Ważniejsze role teatralne
- Artur w Tangu S. Mrożka w reż. Zygmunta Wojdana
- Edmund w Królu Lirze Szekspira w reż. Linasa Marijusa Zaikauskasa,
- Kordian w Kordian, czyli panoptikum strachów polskich według Słowackiego w reż. Adama Sroki
- Henryk w Ślubie W. Gombrowicza w reż. Adama Sroki,
- Taksówkarz w Mayday R. Cooneya w reż. Andrzeja Zaorskiego,
- Gordon w Prywatnej klinice w reż. Jerzego Bończaka,
- Szatan w Hiobie w reż. Krzysztofa Babickiego,
- Astrow w Wujaszku Wani M. Czechowa w reż. Linasa M. Zaikauskasa,
- Karenin w Anna Karenina L. Tołstoja w reż. Grigorija Lifanowa,
- Gospodarz w Weselu S. Wyspiańskiego w reż. Mikołaja Grabowskiego,
- Herr Schultz w Cabaret J. Kandera i F. Ebba w reż. W. Zawodzińskiego,
- Alain Reille w Bóg mordu Y. Rezy w reż. Krzysztofa Babickiego.
- Fouquet we Władza N.Deara w reż. Andrzeja Bubienia
- Pijak w Ślub W. Gombrowicza w reż. Mikołaja Grabowskiego,
- Feuerbach w Ja, Feuerbach T.Dorsta w reż. Zbigniewa Rybki,
- Major w Damy i Huzary A.Fredry w reż. Macieja Wojtyszki,
- Makbet w Makbet Szekspira w reż. Katarzyny Deszcz

## Nagrody i wyróżnienia
- 1993: Wyróżnienie na XIV Przeglądzie Piosenki Aktorskiej we Wrocławiu[8]
- 2017: Medal Bene Merenti Civitas Radomiensis od Prezydenta Miasta Radomia[9]